# Youx
Youx település Franciaországban, Puy-de-Dôme megyében. Lakosainak száma 871 fő (2022. január 1.). Youx Montaigut-en-Combraille, La Crouzille, Menat, Neuf-Église, Le Quartier, Saint-Éloy-les-Mines és Teilhet községekkel határos.

## Népesség
A település népessége az elmúlt években az alábbi módon változott:
| Lakosok száma | 946  | 921  | 938  | 915  | 912  | 904  | 895  | 877  | 871  |
|               | 2013 | 2015 | 2016 | 2017 | 2018 | 2019 | 2020 | 2021 | 2022 |